# Eumalacostraca
Eumalacostraca é uma subclasse de crustáceos que inclui a maioria dos taxa extantes da classe Malacostraca, um grupo que se estima incluir cerca de 40 000 espécies descritas. As restantes subclasses do grupo são os Phyllocarida e possivelmente os Hoplocarida (camarões-louva-a-deus ou tamarutacas).
As espécies integradas na classe Eumalacostraca têm 19 segmentos corporais (5 cefálicos, 8 torácicos e 6 abdominais). Os membros torácicos são articulados e utilizados para a marcha ou para natação. O ancestral comum desta classe teria uma carapaça, característica que é retida pela maioria das espécies actuais, mas que foi perdida por alguns grupos.

## Classificação
O grupo foi originalmente descrito por Karl Grobben e incluía o grupo dos Stomatopoda (camarões-louva-a-deus), critério que é aceite por alguns sistematas modernos. A listagem abaixo segue a revisão feita por Martin & Davis, a qual exclui os Stomatopoda (colocados na subclasse autónoma  Hoplocarida). Na listagem, o sinal "†" indica os grupos extintos.
Subclasse Eumalacostraca Grobben, 1892
- Superordem Syncarida Packard, 1885
  - †Ordem Palaeocaridacea
  - Ordem Bathynellacea Chappuis, 1915
  - Ordem Anaspidacea Calman, 1904 (incluindo Stygocaridacea)
- Superordem Peracarida Calman, 1904
  - Ordem Spelaeogriphacea Gordon, 1957
  - Ordem Thermosbaenacea Monod, 1927
  - Ordem Lophogastrida Sars, 1870
  - Ordem Mysida Haworth, 1825
  - Ordem Mictacea Bowman, Garner, Hessler, Iliffe & Sanders, 1985
  - Ordem Amphipoda Latreille, 1816
  - Ordem Isopoda Latreille, 1817 (bichos-de-conta)
  - Ordem Tanaidacea Dana, 1849
  - Ordem Cumacea Krøyer, 1846
- Superordem Eucarida Calman, 1904
  - Ordem Euphausiacea Dana, 1852
  - Ordem Amphionidacea Williamson, 1973
  - Ordem Decapoda Latreille, 1802 (caranguejos, lagostas, camarões)